# Probus (Cornovaglia)
Probus (Lannbrobus in lingua cornica) è un villaggio e parrocchia civile dell'Inghilterra, appartenente alla contea della Cornovaglia.